# Red Faction: Guerrilla
Red Faction: Guerrilla (En español Facción Roja: Guerrilla) es un videojuego perteneciente al género de mundo abierto, acción y aventura desarrollado por la empresa Volition, Inc. y publicado por THQ. Fue lanzado para la PlayStation 3 y Xbox 360 en junio de 2009 y para Microsoft Windows en septiembre de 2009. El juego es la tercera entrega de la serie Red Faction. Varios años después de la liberación, Destructoid posiciona al juego como uno de los diez mejores de THQ.

## Jugabilidad
El jugador hace el papel de Alec Mason mientras asiste a la Red Faction para derrocar a la opresora La Fuerza de Defensa Terrestre (FDT) en Marte. Esto se le presenta al jugador en una perspectiva de tercera persona. Su Desarrollador Volition cambió la perspectiva de la cámara para ayudar al jugador a ver y a apreciar el entorno, ya que todo este se destruye.
A diferencia de los anteriores juegos de Red Faction, que utilizan el motor GEOMOD, Guerrilla no permite la destrucción del terreno. Sin embargo el motor de juego GEOMOD 2.0 permite a los edificios, la cubierta terrestre, y otras estructuras poder ser destruidas. Esto permite un gran grado de creatividad para acercarse a un objetivo determinado, como las brechas o estrellándose a través de las estructuras, o la nivelación de los edificios de varios pisos y los grandes puentes o las pasarelas para frustrar al enemigo. En muchos casos, los edificios destruidos dejarán atrás una recompensa de salvamento, existe en el juego una forma de moneda, que se puede utilizar junto con el salvamento recompensado para completar las misiones para desbloquear y mejorar el armamento y la tecnología en casas de seguridad. Durante la campaña, el jugador siempre está equipado con un martillo pront, junto con tres ranuras para otro tipo de armas y explosivos, seleccionados de entre una selección de casi veinte artículos. El jugador también tiene la oportunidad de controlar los vehículos armados que van desde vehículos civiles modernizados hasta tanques y grandes robots andadores (mechas) que están entre las opciones más destructivas contra la FDT.
El juego se desarrolla en un mundo abierto que representa una terraformada área de la superficie de Marte. El mundo se divide en seis áreas distintas y el jugador debe liberar con éxito cada área de control de la FDT antes de pasar a la siguiente. A medida que el jugador viaja a través de las áreas que aún no están liberadas, van a ser atacados por las fuerzas de la FDT si son vistos por patrullas o cometen acciones agresivas. Cada área también contiene una o varias casas de seguridad con personal de la guerrilla Red Faction, donde un jugador puede rearmarse o cambiar su grupo de armas, y pasar para comprar mejoras a su armamento y equipo. El jugador puede recorrer el mundo a pie o puede apropiarse de uno de los numerosos vehículos. La navegación es proporcionada por un mini-mapa con GPS, este indicador que se puede configurar para dirigir al jugador a una ubicación de su elección mediante un modo de mapa de pantalla completa con zum. Con el fin de liberar un área determinada, el jugador debe completar una serie de misiones para reducir la presencia de la FDT, denominado "control de la FDT". Al mismo tiempo, el jugador puede completar diversas misiones secundarias, como el rescate de rehenes, la destrucción de las instalaciones en poder enemigo, defendiendo posiciones de ataque, y la entrega de los vehículos. Las recompensas por estas tareas vienen en forma de salvamentos, reducción del control de la FDT, o el aumento de la moral en la población para resistir la dominación de la FDT. Otras acciones, como dejar que los civiles mueran, bajará la moral, mientras que matar civiles activamente bajará la moral más rápido. Si el jugador lucha contra fuerzas de la FDT en un sector con una alta moral, es probable que lleguen a luchar junto al jugador los equipos de guerrilleros Red Faction. Una vez que el jugador ha desgastado la presencia de la FDT en un sector a cero, una misión del argumento estará disponible en los que el éxito expulsara a la FDT y le permite al jugador asegurar el sector. Una vez que esto se ha completado para un sector este será libremente desplazable, con poco peligro de un conflicto con la FDT. Mientras tanto, la historia del juego avanza, junto con la liberación de los sucesivos sectores.

### Multijugador
A medida que el jugador se involucra en más grupos ganan puntos de experiencia que les conceden bonificaciones; la mayoría de ellas en forma de bonificaciones superficiales tales como la opción de añadir más características para los modelos de los personajes o aspectos que alteran a su emblema de jugador, y no tienen ningún impacto en el juego. Otros bonos otorgan a los jugadores acceso a modos de juego adicionales.
Los modos multijugador también utilizan el GEOMOD 2.0 y las mismas armas disponibles en el juego. Sin embargo una característica adicional exclusiva para el modo multijugador, son las mochilas especiales que otorgan a los jugadores un poder único, temporal. Dichos poderes incluyen la capacidad de correr más rápido, volar, irrumpir a través de las paredes, o enviar una onda de conmoción cerebral. Otro dispositivo adicional en las partidas multijugador es el Reconstructor, un objeto como arma que utiliza la nanotecnología para reconstruir estructuras destruidas. Es un dispositivo clave en estos modos de juego que requieren que los jugadores puedan atacar o defender estructuras específicas. Hay seis modos de juego, incluyendo modos multijugador típicos como individual y de equipo Deathmatch y Captura la bandera. Otros modos se centran en tratar de destruir o impedir la destrucción de las estructuras. "Siege", por ejemplo, requiere un equipo para tratar de destruir los edificios controlados por el otro bando lo más rápido posible. Después de un período de tiempo determinado, o una vez que se destruyen todos los objetivos, los papeles se invierten, y comienza una nueva ronda. El equipo que logra destruir todos los objetivos lo más rápido posible gana la ronda.
Junto con el multijugador en línea, hay una línea única "pasar el control" modo de juego multijugador para uno a cuatro jugadores llamados "Wrecking Crew". Wrecking Crew cuenta con varios modos diferentes, todos los cuales se basan en el entorno causando el mayor daño por uno mismo en cada ronda con una cantidad fija de recursos

## Sinopsis
Red Faction: Guerrilla tiene lugar en el año 2125. La Fuerza de Defensa Terrestre (FDT), los aliados en el original Red Faction, se han convertido en el principal antagonista de la Guerrilla. Aunque en un principio dan apoyo a los mineros de Marte, los recursos naturales de la Tierra se han vuelto escasos, y como resultado, la economía mundial se ha derrumbado por una desenfrenada especulación de los productos básicos y la falta de producción. Bajo la presión de las corporaciones y los líderes de la Tierra para adquirir los recursos del planeta Marte a cualquier costo y en un paso para satisfacer la alta demanda de la Tierra, la FDT ha obligado a la sociedad marciana a vivir en un estado permanente de trabajo no libre. La recientemente reformada "Red Faction" surge para rebelarse contra la FDT, echarlos fuera del planeta, y comenzar negociaciones justas con la Tierra.

### Argumento
Alec Mason, un ingeniero de minas, llega a la Región Tharsis de Marte para reunirse con su hermano Dan y comenzar una nueva vida. Si bien en los detalles del trabajo, Dan da testimonio de la crueldad de la (FDT) Fuerza de Defensa de Terrestre para la gente de Marte y le pide a Alec ayuda para unirse a la Red Faction, de la que Dan es miembro. Dan es poco después asesinado a tiros por el apoyo aéreo de un equipo de asalto de la FDT. Alec es rescatado por los guerrilleros de la Red Faction y de mala gana se convierte en un luchador por la libertad para el grupo junto con la ávida inventora "Sam" Samanya, el psicótico senderista Randy Jenkins, y el comandante Hugo Davies. Entre las órdenes de Davies y la habilidad de Alec y su valentía, la FDT es conducida rápidamente del sector conocido como Parker.
La campaña contra la FDT sigue en el sector de polvo, y a Alec finalmente se le asigna a la rutina de vigilancia de los Merodeadores, una misteriosa y violenta tribu guerrera que vive en las inhóspitas praderas, con la esperanza de recuperar las armas robadas. Alec los sigue a una abandonada base de la Ultor que se ve con prontitud bajo un asalto masivo de la FDT. Durante el altercado, Alec se escapa con un dispositivo llamado el Nano Forge. Esto llama la atención sobre el almirante Kobel, comandante de un poderoso buque de guerra llamado Hydra, junto con el general Roth, comandante de las fuerzas de la FDT en Marte, que declara a Alec Mason fuera de la ley. El general Roth vuelve su atención a la región de polvo y la FDT responde saliendo del sector y ordenando a la base de artillería en la Zona Libre de Bomberos para bombardear y mandar al sector polvo hacia el olvido. Alec se encarga de resguardar a los miembros de la Red Faction y la intel sobre la FDT del bombardeo, que tiene éxito en hacer esto.
Alec pierde temporalmente la fe en el movimiento, citando que no importa la determinación de sus esfuerzos, la FDT simplemente bombardeara hasta conseguir la sumisión. Sin embargo, Sam analiza el Nano Forge y descubre que puede crear catastróficos nanos que pueden desintegrar cualquier objeto. Ella construye un rifle prototipo del dispositivo y se lo confía a la atención de Alec.
Después de la determinación de una serie de puntos ciegos en su cobertura de una carrera exitosa en contra de una base de artillería FDT comienza, lo que permite al grupo a empezar a tomar la lucha del FDT territorios, La Red Faction se prepara para lanzar una ofensiva coordinada masiva contra el FDT. En consecuencia, el FDT escenifica un asalto en contra de la Red Faction, dando como resultado el aborto de la ofensiva, la aniquilación del campamento en los Páramos y la muerte del comandante Davies. Sólo Sam, Alec y un puñado de otros combatientes sobrevivir el asalto. Aprenden después de que la Hidra se acerca a Marte, con Kobel la intención de utilizar su poder de fuego para poner fin a la Red Faction y, si es necesario, toda la vida planetaria. Sam declara que necesitan el apoyo de los Merodeadores si su campaña es continuar. Cuando Alec sigue siendo dudosa, ella revela que ella era un merodeador sí misma. La cabeza par a un bastión Marauder para reunirse con su gobernante, Vasha, la hermana de Sam. Sam pide al uso de los Merodeadores 'acelerador de partículas de la tecnología, con planes para combinar con el Nano Forge, la creación de un arma capaz de destruir la Hidra. Vasha está de acuerdo para que el Red Faction utilizar su tecnología a cambio de la posesión de la Nano Forge una vez terminada la guerra.
Después de la captura de una estación de radiodifusión y usarlo para reagrupar a la Red Faction, Sam y Alec lideran la Red Faction restante y Merodeadores en un asalto final sobre el Comando Central del FDT. Los dos grupos convergen en el monte Vogel montar la máquina, sin embargo una sorpresa FDT guerra relámpago dirigida por el general Roth acaba con los Merodeadores custodiando el extremo alto del acelerador y Vasha junto con ellos. Alec tormentas de la montaña con el depósito de misiles-pod modificado, derrotando al ejército de general Roth y matando Roth. El plan de Sam tiene éxito y la acelerada Nano Forge tiene éxito en la vaporización de la Hidra. Como los supervivientes de Marte celebran, Sam declara la guerra otra vez, pero Alec responde que el FDT volverá, afirmando "Estaremos listos para ellos". Alec y Sam se acercan a las multitudes de civiles se reunieron, y Alec plantea su martillo en el aire, mostrando el signo de la Red Faction y su victoria largamente esperado.

## Desarrollo y comercialización
En febrero de 2008, se anunció que la tercera entrega de la serie Red Faction estaba llegando a múltiples plataformas. Pocos detalles fueron puestos en libertad en el momento del anuncio de los juegos. El 15 de julio de 2008, Rick White, un productor de Volition, debutó una demo en el E3 en California. El título fue confirmado en la Game Developers Conference 2008, y a mediados de 2008, una beta multijugador privada fue lanzada en Xbox Live. Entre los detalles revelados en la GDC 08, estaba un nuevo y totalmente actualizado sistema de Geo-Mod, llamado Geo-Mod 2.0 También se confirmó que el juego se llevaría a cabo en un entorno de mundo abierto.
Una demostración en vivo del juego debutó en la E3 2008, con la narración del productor de Volition Rick White. Muchas de las características del juego se presentaron durante la demostración. En la Penny Arcade Expo 2008, vio la demo multijugador. La demo mostró el modo de juego "Equipo de la Anarquía", y el "control de daños", así como algunas mochilas que el jugador puede equipar para ciertos poderes. A mediados de 2008, Volition abrió una beta multijugador privado para Microsoft para ver lo que había fijo o agregado. Los amigos y los códigos de familia fueron enviados a estudiar a los participantes el 30 de julio de 2008. Volition confirmó que IGN había distribuido hasta 25.000 códigos para ampliar la beta aún más a través de la pertenencia pública pagada. Las claves públicas para la versión de Xbox 360 fueron liberadas a través de Fileplanet. La Beta en Xbox Live llegó a su fin el 29 de agosto a las 03 a. m. EST.
En febrero de 2008, las capturas de pantalla de vista previa se filtraron a Internet, haciendo que los miembros en diversos foros del juego pudieran llegar a considerar un arma demostrada ser un "Martillo avestruz", basada en su forma. Más de un año después, el día de los inocentes de 2009, Volition dio a conocer un video comentando los mensajes en el foro, y en broma implicaba que el martillo avestruz sería un arma en el juego. Sin embargo, debido a la respuesta positiva a ese video, Volition anunció que habría un arma de martillo avestruz presente en el juego.
El 23 de abril, una demo de un solo jugador fue lanzada en el mercado activo de Xbox y PlayStation Network. Una demo multijugador fue puesta en libertad el 21 de mayo en ambas plataformas. La demo multijugador fue retirada de la PlayStation Network poco después de que se puso a disposición debido a problemas de conexión en los juegos. La demo multijugador nunca fue relanzada, y en el momento de su retirada, no había ninguna comunicación oficial por parte de Sony o con THQ para que los consumidores supieran que fue eliminada, sólo comentarios acerca de la no-funcionalidad de la demostración.
El 10 de septiembre de 2008, una Edición de Coleccionista de Red Faction: Guerrilla. Se anunció La edición de coleccionista que habría incluido una altura de 20 pulgadas (510 mm), 7 pulgadas de ancho (180 mm), pintado a mano Walker con peltre pasamanos, un libro de arte del juego, y un DVD (versión de Xbox 360) / Blu-ray de discos (versión de PS3). La edición de coleccionista nunca fue puesta en libertad, pero varios elementos que fueron programadas para ser incluidos en la edición de coleccionista se pusieron a disposición como bonos pre-orden de tiendas específicas.
Un Manual de Red Faction: Guerrilla. Fue publicado por THQ junto al lanzamiento del videojuego Una tira cómica realizada por DC Comics, con contenidos en el libro ofreció un prólogo de Red Faction: Guerrilla, que detalla cómo Dan Mason llegó a ser un miembro de la Red Faction. El cómic sigue también una misión que implica a Dan, a Samanya y varios otros miembros de la Red Faction, que luchan en contra de la FDT y se encuentran con un pequeño niño, huérfano que se une a la Red Faction, sólo para luego traicionarlos.
Después de la quiebra de THQ, el juego fue adquirido por Nordic Games. El 3 de noviembre de 2014, Nordic Games ha anunciado una beta para eliminar Games For Windows Live e integrar el juego en Steamworks.
La eliminación de los juegos para Windows Live y la integración en Steamworks se finalizó y se liberó a través de Steam el 2 de diciembre de 2014 bajo el nombre de Red Faction Guerrilla Edición de vapor.

### Contenido descargable
Red Faction: Guerrilla tiene tres paquetes de expansión descargables. La primera parte de estos es "demonios de los Páramos", que se encuentra en una nueva área llamada Mariner Valley. Sirviendo como una precuela de la campaña principal, el contenido contiene nuevas misiones de demolición, ocho nuevas armas y tres vehículos nuevos. Fue lanzado el 13 de agosto de 2009. La expansión se incluye en la versión de Microsoft Windows del juego.
El segundo paquete de contenido, llamado el "Paquete multijugador", fue lanzado el 17 de septiembre de 2009 y se centra únicamente en los modos de juego multijugador en línea. El pack añade dos nuevos modos de juego, Bagman y Team Bagman, con base en el modo de juego de Red Faction 2, donde el objetivo es mantener la bolsa el mayor tiempo posible, al obtener puntos extra por matar a los enemigos cuando se lleva a cabo, y de ocho nuevos mapas. Los nuevos mapas se limitan sólo a los modos de Bagman y Team Bagman cuando se juega en matchmaking en línea. El pack se incluye en la versión de Microsoft Windows del juego.
El tercer paquete de contenido descargable, llamado el "Smasher Pack", se centró en los modos Wrecking Crew. Que agrega ocho nuevos mapas que pueden utilizarse en cualquier modo de Wrecking Crew previamente existente. También añade un nuevo modo de juego Wrecking Crew que requiere que los jugadores utilicen los vehículos andadores para causar tanta destrucción como sea posible.

## Música
Timothy Michael Wynn compuso la música cinematográfica de Guerrilla en las escenas CGI pre-renderizadas, mientras que Jake Kaufman manejó la mayoría de los micro-resultados en bucle que se pueden escuchar de forma dinámica durante el "ambiente" de "combate" y juego - el material que incluye contribuciones de Razón Varner y Dan Wentz. George Oldziey y Wentz componen música adicional para complementar otros escenarios del juego.
Una banda sonora de 32 pistas se distribuyó a la venta a través del servicio Amazon MP3 y en el mundo por la tienda iTunes Store el 29 de junio de 2009. Sin embargo, dado que la licencia de re-ciclo de la mayoría de Kaufmann. De composiciones del 2011 de Red Faction: Battlegrounds, la banda sonora ya no está disponible para la compra.
El comunicado recibido dio una buena acogida, con Música de Square Enix dando al álbum un 9/10 -. Alabando tema principal de Wynn, su fusión de música electrónica orquestal y futurista, así como el bajo precio para la gran cantidad de material.
| Red Faction Guerrilla: Official Soundtrack |                                                 |          |  |
| N.º                                        | Título                                          | Duración |  |
| 1.                                         | «Main Theme (Defiance)» (Wynn)                  | 2:30     |  |
| 2.                                         | «Prelude» (Wynn)                                | 0:59     |  |
| 3.                                         | «Uprising» (Wynn)                               | 1:44     |  |
| 4.                                         | «End of the Beginning» (Wynn)                   | 1:43     |  |
| 5.                                         | «Hearts and Minds» (Wynn)                       | 1:10     |  |
| 6.                                         | «Children of Stars» (Wynn)                      | 1:10     |  |
| 7.                                         | «The Way to Redemption» (Wynn)                  | 1:52     |  |
| 8.                                         | «Genesis» (Wynn)                                | 1:38     |  |
| 9.                                         | «Uprising Ambience» (Kaufman, Varner, Wentz)    | 18:51    |  |
| 10.                                        | «Uprising Combat» (Kaufman, Varner, Wentz)      | 16:55    |  |
| 11.                                        | «Oppression Ambience» (Kaufman, Varner, Wentz)  | 13:37    |  |
| 12.                                        | «Oppression Combat» (Kaufman, Varner, Wentz)    | 15:40    |  |
| 13.                                        | «Vindication Ambience» (Kaufman, Varner, Wentz) | 13:03    |  |
| 14.                                        | «Vindication Combat» (Kaufman, Varner, Wentz)   | 15:32    |  |
| 15.                                        | «Subvert» (Kaufman)                             | 5:47     |  |
| 16.                                        | «Mission Evade» (Kaufman, Wentz)                | 5:56     |  |
| 17.                                        | «Mission Destroy» (Kaufman)                     | 5:58     |  |
| 18.                                        | «Mission Capstone» (Kaufman)                    | 6:19     |  |
| 19.                                        | «Mission Final» (Kaufman)                       | 5:55     |  |
| 20.                                        | «Demolitions Master Activity» (Kaufman)         | 5:21     |  |
| 21.                                        | «Faction» (Oldziey, Wentz)                      | 5:01     |  |
| 22.                                        | «Accused» (Oldziey, Wentz)                      | 5:11     |  |
| 23.                                        | «Calm» (Oldziey, Wentz)                         | 5:10     |  |
| 24.                                        | «Storm» (Oldziey, Wentz)                        | 4:53     |  |
| 25.                                        | «Condemnation» (Oldziey, Wentz)                 | 5:12     |  |
| 26.                                        | «Grinder» (Oldziey, Wentz)                      | 4:57     |  |
| 27.                                        | «Hunter» (Oldziey, Wentz)                       | 4:54     |  |
| 28.                                        | «Lamb To Slaughter» (Oldziey, Wentz)            | 5:19     |  |
| 29.                                        | «Poltergeist» (Oldziey, Wentz)                  | 5:00     |  |
| 30.                                        | «Synergy» (Oldziey, Wentz)                      | 5:09     |  |
| 31.                                        | «Two Ton Heavy Thing» (Oldziey, Wentz)          | 5:02     |  |
| 32.                                        | «Bar Radio Loop Sketches» (Kaufman)             | 2:04     |  |

## Secuela
Red Faction: Armageddon, una secuela de Guerrilla que sigue los acontecimientos en Marte muchas décadas después a través del nieto de Alec Mason Darío, fue lanzado para las principales plataformas de videojuegos, el 7 de junio de 2011.

## Recepción
Red Faction: Guerrilla recibió críticas generalmente positivas de los críticos. Los sitios web de Agregación de reseñas GameRankings y Metacritic dieron a la versión de PlayStation 3 86.73% y 85 centésimas respectivamente, la versión de Xbox 360 85.33% y 85 centésimas. y para la versión de Microsoft Windows 82.45% y 82/100 El 28 de julio de 2009 en la conferencia de resultados del 1T llamada, El director Brian Farrell de THQ, confirmó que Red Faction: Guerrilla. ahora ha vendido más de 1 millón de unidades.
El juego recibió algunas críticas por su "historia débil". El revisor de GameSpot Randolph Ramsey elogió la física y el realismo del juego, pero también criticó su repetitividad y la trama. Los de GameTrailers criticaron el ritmo del juego, el medio ambiente, y la dificultad en particular en las misiones posteriores: "Tendrás suerte de salir de las batallas más acaloradas vivo, a menudo en su perjuicio, Guerrilla imparte la desesperada sensación de ser un hombre que lucha por destrozar un ejército desde sus cimientos.. Tal vez el punto era para que se sienta como un hombre frágil, endeble mirando en las fauces a Goliat. En cualquier caso, no se sienta avergonzado si tienes que sintonizar la dificultad más abajo para una misión particularmente brutal. " el revisor de IGN Charles Onyett clasificó el juego con un 8 sobre 10, citando el juego divertido, pero diciendo que la historia, los gráficos y las actuaciones de voz eran débiles. el revisor de 1UP.com Justin Haywald lo evaluó con una A- observando la historia débil pero alabando el "grado al que se pueden destruir los entornos".
Después de que THQ cancelara la franquicia Red Faction en 2011, en respuesta al alto perfil de decepción de Red Faction: Armageddon que llevó a una pérdida de $ US38.4M para la empresa, GamesRadar a llamado a Guerrilla "la única vez que la serie cumplió sus promesas de ninguna manera significativa ".